# ارابه‌سوار
ارابه‌سوار 
(به تلوگویی: Ratha Saradhi) یا ارابه‌ران فیلمی محصول سال ۱۹۹۳ و به کارگردانی سارات است. در این فیلم بازیگرانی همچون آکنینی ناگیشور رائو، وینود کومار، راوینا تاندون، سوهاسینی و کوتا سرینیواسا راو ایفای نقش کرده‌اند.